# Beloglavi jastreb
Beloglávi jástreb (znanstveno ime Gyps fulvus) je ujeda iz družine kraguljev, predstavnik jastrebov Starega sveta.
Je mrhovinar, in kot ostali jastrebi se hrani večinoma s trupli mrtvih živali. Večino časa jadra na svojih velikih perutih; njegov let je okoren, zato večino časa v zraku le drsi. Na tleh ga najdemo na odprtem, kako sledi ali hodi; vzleta in pristaja na tleh ali na drevju. 

## Opis
Velikost beloglavih jastrebov je 95–110 cm z razponom kril 230–265 cm, tehta pa 6 do 10 kg, po izgledu pa je tipičen jastreb z belo glavo, z zelo širokimi krili in kratkim repom. Majhno glavo, ki je za razliko od rjavega jastreba poraščena z belim puhom (odtod njegovo ime), med letom obrača sem ter tja, ker išče hrano - mrhovino. Je družaben in kolonijski (do 200 ptičev), čeprav je njegovo oglašanje še najbolj podobno godrnjanju in sikanju.
Pri odraslih sta zgornja in spodnja stran svetle (drap) barve z belkasto črto na podperutnih krovcih. Najlažje jih spoznamo po beli puhasti glavi. Letalna peresa so črna, prav tako repna peresa, ostala pa so rjava. Kratke noge so medlo rožnate, prsi in trebuh rjavkastorumena in progasta.

## Razširjenost
Beloglavi jastrebi gnezdijo od januarja do junija. Njihova gnezda so kupi vejevja na skalnih policah ali v špranjah. Eno jajce valita okrog 50 dni tako samec kot samica. Mladiči so puhasti gnezdomci.
Populacija beloglavih jastrebov v Evropi upada zaradi onesnaževanja in podnebnih sprememb, čeprav so ga (že po izginotju) uspešno spet naselili v Franciji in Italiji. V glavnem se zadržuje na goratih območjih, pa tudi na nenaseljenih nižinah, gnezdi pa v skalovjih gora jugovzhodne Evrope, severne Afrike in Azije. Na otoku Cresu, je zaščiteno območje kot rezervat beloglavih jastrebov. Tam jadra nad območjem med Orlecom in Belim. V Sloveniji ga pogosto lahko vidimo na območju Breginjskega kota in Stola, kjer ima pot v Italijo.